# Academia Santa Cecilia din Roma
Academia Santa Cecilia din Roma (în italiană Accademia Nazionale di Santa Cecilia) este cea mai veche instituție de învățământ superior muzical din lume. A fost înființată în anul 1585 de papa Sixtus al V-lea și pusă sub patronajul Sfintei Cecilia, ocrotitoarea muzicienilor.

## Absolvenți
- Paolo Aralla
- Gaqo Çako
- Alfredo Costa
- Franco Donatoni
- Ferenc Farkas
- Jorgjia Filçe-Truja
- Beniamino Gigli
- Aristodemo Giorgini
- Aurelio Giorni
- Gaetano Giuffrè
- Preng Jakova
- Ramiz Kovaçi
- Sylvia Kersenbaum
- Giorgio Magnanensi
- Hersi Matmuja
- Anna Moffo
- Bruno Nicolai
- Piero Niro
- Carlo Peroni
- Zoltán Peskó
- Franco Piersanti
- Serghei Rahmaninov
- Diogenes Rivas
- Sonya Scarlet
- Victor Togni

1. 1 2   https://www.archivesportaleurope.net/directory/-/dir/ai/code/IT-RM1711, accesat în 18 noiembrie 2019 Lipsește sau este vid: |title= (ajutor)